# 第55S飛行中隊
第55S飛行中隊（フランス語：Escadrille 55S）は、フランス海軍航空隊の一つ。 専門操縦学校（ESM）の下で1946年1月1日に創設された。

## 配備基地
- ポール＝リョーテ海軍航空基地（1948年10月 - 1950年7月）
- アガディール海軍航空基地（1950年8月 - 1961年1月）
- ダスプレット海軍航空基地（1961年2月 - 1986年8月）

## 装備機
- ビーチクラフト SNB-5（1961年2月- 不明）
- ノール262（1970年 - 1986年8月）